# Neocoelidia romantica
Neocoelidia romantica är en insektsart som beskrevs av Knull 1942. Neocoelidia romantica ingår i släktet Neocoelidia och familjen dvärgstritar. Inga underarter finns listade i Catalogue of Life.